# Delia Sherman
Œuvres principales
- Through a Brazen Mirror (1989)
- The Porcelain Dove (1994)
- Le Labyrinthe vers la liberté (2011)

Cordelia Caroline Sherman connue sous le nom de plume de Delia Sherman, née en 1951 à Tokyo, est une auteure américaine de fantasy.

## Biographie
Cordelia Caroline Sherman grandit à New York, où elle intègre l'école Chapin. En 1972, elle obtient son baccalauréat du Vassar College puis rejoint l'Université Brown dont elle est diplômée d'une maitrise en arts en 1975. Elle complète sa formation par l'obtention de son doctorat en 1985. Agrégée d'histoire, elle commence une carrière dans l'enseignement.
Elle travaille comme conférencière à l'Université de Boston de 1978 à 1987, puis de 1989 à 1992. Pendant cette année de transition, elle est critique littéraire pour les titres :  Women's Review of Books, New York Review of Science Fiction et Science Fiction and Fantasy Review Annual. De 1996 à 2004, elle est rédactrice pour la maison d'édition américaine Tor Books. Depuis 1993 et le succès critique et public de The Porcelain Dove, elle exerce pleinement ses activités d'autrice, de conférencière et d'enseignante.
Delia Sherman a participé au programme de littérature du Hollins College et enseigné dans différents ateliers d'écriture à travers le monde de Clarion, WisCon, à l'atelier d'écriture de fantaisie d'Odyssey, d'alpha Teen WRiting, à Cape Cod, dans le New Hampshire ou encore à Amsterdam. 
En 1996, elle épouse l'autrice américaine Ellen Kushner.  
Elle est l'un des membres fondateurs et la première présidente de la Fondation des arts interstitiels.
Elle reçoit le prix E. E. Smith Memorial 2024 pour sa contribution majeure à la science-fiction.

## Carrière littéraire

### Fantasy of manners
Fortement imprégnées de ses études en histoire, les œuvres de l'auteure aiment se jouer des époques. Sa prose oscille entre des ouvrages destinés à la littérature jeunesse et des romans pour adultes appartenant au genre fantasy of manners, un mélange de fantasy et de comédie de mœurs,.
En 1989, son premier roman Through a Brazen Mirror devient l'un des ouvrages références de la communauté queer.
Fantastique dans tous les sens du terme, le second roman de Delia Sherman intitulé The Porcelain Dove est un conte de fées habilement conçu qui doit autant à E.T.A. Hoffman qu'à Charles Perrault. Depuis près de 200 ans, le château de Beauxpres dans le Jura a été retiré «du cercle du monde». Ses habitants, pourvus de serviteurs presque invisibles, ne vieillissent jamais. L'histoire de Berthe commence véritablement en 1758, lorsqu'elle devient femme de chambre de la jeune Adèle du Fourchet et guide sa maîtresse plutôt étourdie à l'école de Port-Royal jusqu'à son éventuel mariage avec le duc de Malvoeux. Bientôt, le trio quitte Paris pour un futur menaçant au château dit magique de Beauxpres. En 1994, The Porcelain Dove est lauréat du prix Mythopoeic. 
Publié en 2011, Le Labyrinthe vers la liberté obtient le prix Prometheus, le prix Andre-Norton et le prix Mythopoeic. Contre le mouvement naissant des droits civiques et juste avant le début de la guerre civile, le roman explore la libération politique et personnelle. En 1960, Sophie, treize ans, n'est pas heureuse de passer l'été dans la vieille maison de sa grand-mère dans le Bayou. Mais la maison renferme un labyrinthe et Sophie ne peut résister à son exploration, quitte à devoir remonter le temps. 
En 2015, Delia Sherman publie son premier recueil de nouvelles Young Woman in a Garden. À travers une galerie de personnages principalement féminins, l'auteure dénonce le patriarcat qui façonne le quotidien des femmes dans différents lieux géographiques et à différentes époques. 

### Édition
Delia Sherman est co-éditrice avec Ellen Kushner et Donald G. Keller de l'anthologie fantastique The Horns of Elfland, publié en 1997 chez Roc. Activement impliquée dans le mouvement artistique interstitiel, elle participe à la direction de différentes anthologies sur le sujet. Elle est également membre du studio Endicott.  

## Œuvres

### SérieChangeling
1. (en) Changeling, Viking, 2006
2. (en) The Magic Mirror of the Mermaid Queen, Viking, 2009

### SérieRiverside
1. (en) The Fall of the Kings, Bantam Books, 2002Écrit avec Ellen Kushner.

### Romans indépendants
- (en) Through a Brazen Mirror, Ace Books, 1989
- (en) The Porcelain Dove, Dutton, 1993
- Le Labyrinthe vers la liberté, Hélium, coll. « Hélium Fiction », 2014 ((en) The Freedom Maze, Big Mouth House, 2011), trad. Michelle Nikly, 270 p.  (ISBN 978-2330030544)
- (en) The Evil Wizard Smallbone, Candlewick, 2016

### Recueil de nouvelles
- (en) Young Woman in a Garden, Small Beer Press, 2014

### Anthologie
- (en) The Horns of Elfland, Roc, 1997Dirigée par Delia Sherman, Ellen Kushner et Don Keller
- (en) The Essential Bordertown - Tome 4, Tor Books, 1999Dirigée par Delia Sherman et Terri Windling
- (en) Interfictions : An Anthology of Interstitial Writing, Small Beer Press, 2007Dirigée par Delia Sherman et Theodora Goss
- (en) Interfictions 2 : An Anthology of Interstitial Writing, Small Beer Press, 2009Dirigée par Delia Sherman et Christopher Barzak (en)

## Distinctions
- 1994 : prix Mythopoeic pour The Porcelain Dove
- 2012 : prix Mythopoeic pour Le Labyrinthe vers la liberté
- 2012 : prix Andre-Norton pour Le Labyrinthe vers la liberté
- 2012 : prix Prometheus pour Le Labyrinthe vers la liberté